# Isopterygium clandestinum
Isopterygium clandestinum là một loài Rêu trong họ Hypnaceae. Loài này được (Ångström) Broth. mô tả khoa học đầu tiên năm 1908.